# La otra España
La otra España es el sexto álbum, grabado en 1975, del grupo vocal español Mocedades.
El primer sencillo publicado fue "La otra España", himno a los emigrantes españoles en América, y claras referencias a Cuba y Puerto Rico como últimas colonias a través de los símbolos caña, tabaco y brea. Es el primer disco donde vuelven a incluir canciones en euskera desde 1972, con "Goizaldean" (Canto al amanecer).
De este disco han perdurado en su repertorio de conciertos "Charango" y "La otra España".
La música del tema "Dieron las doce" está tomada de la 7ª Sinfonía de Beethoven, que se volvería a utilizar en el disco "La música" de 1983 para el tema "Cuando tú nazcas" con nueva letra y arreglos.

## Canciones
1. "La otra España"  (3:30)
2. "Marinero de agua dulce" (3:25)
3. "Charango"  (3:18)
4. "El afilador"  (3:03)
5. "Goizaldean"  (2:34)
6. "Dieron las doce"  (4:26)
7. "La viajerita"  (2:38)
8. "Qué pasará mañana"  (3:14)
9. "Quién es él"  (2:55)
10. "Dónde habrán ido"  (3:03)

- Datos: Q5967693